# Nikki Reed
Pour les articles homonymes, voir Reed.
Nikki Reed Somerhalder, née le 17 mai 1988 à West Los Angeles en Californie, est une actrice, scénariste, productrice exécutive, réalisatrice et auteure-compositrice-interprète américaine. 
Elle est surtout connue pour avoir joué le rôle de Rosalie Hale dans la série de films Twilight (2008-2012).

## Biographie

### Enfance et formation
Née à West Los Angeles, en Californie, Nikki est la fille cadette de Cheryl Houston, une esthéticienne, et de Seth Reed, un scénographe. Elle a un frère aîné, Nathan August Reed (né le 23 novembre 1986), et un demi-frère cadet, Joey Reed (né le 30 décembre 1999). Sa mère a des origines Cherokees et italiennes et est de religion chrétienne. Son père, quant à lui, est juif. Ses parents ont divorcé lorsqu'elle avait deux ans et, bien qu'elle ait été élevée par sa mère, Nikki a grandi avec la religion de son père.
Dans de nombreuses interviews, Nikki a déclaré qu'elle a eu une enfance difficile car elle ne s'entendait pas avec sa mère,. En 2002, à tout juste 14 ans, Nikki décide de quitter le domicile familial et d'emménager dans son propre appartement à Los Angeles. À la suite du succès de son premier film Thirteen (2003), Nikki retourne au lycée Alexander Hamilton High School - qu'elle quitte finalement un an plus tard. Elle a expliqué que « les mamans des lycéens qui venaient très souvent la voir pour la harceler sur le film » sont la cause de son départ. Plus tard, elle a eu son diplôme de fin d'études grâce aux cours par correspondance.

### Carrière

#### Révélation et succès commercial

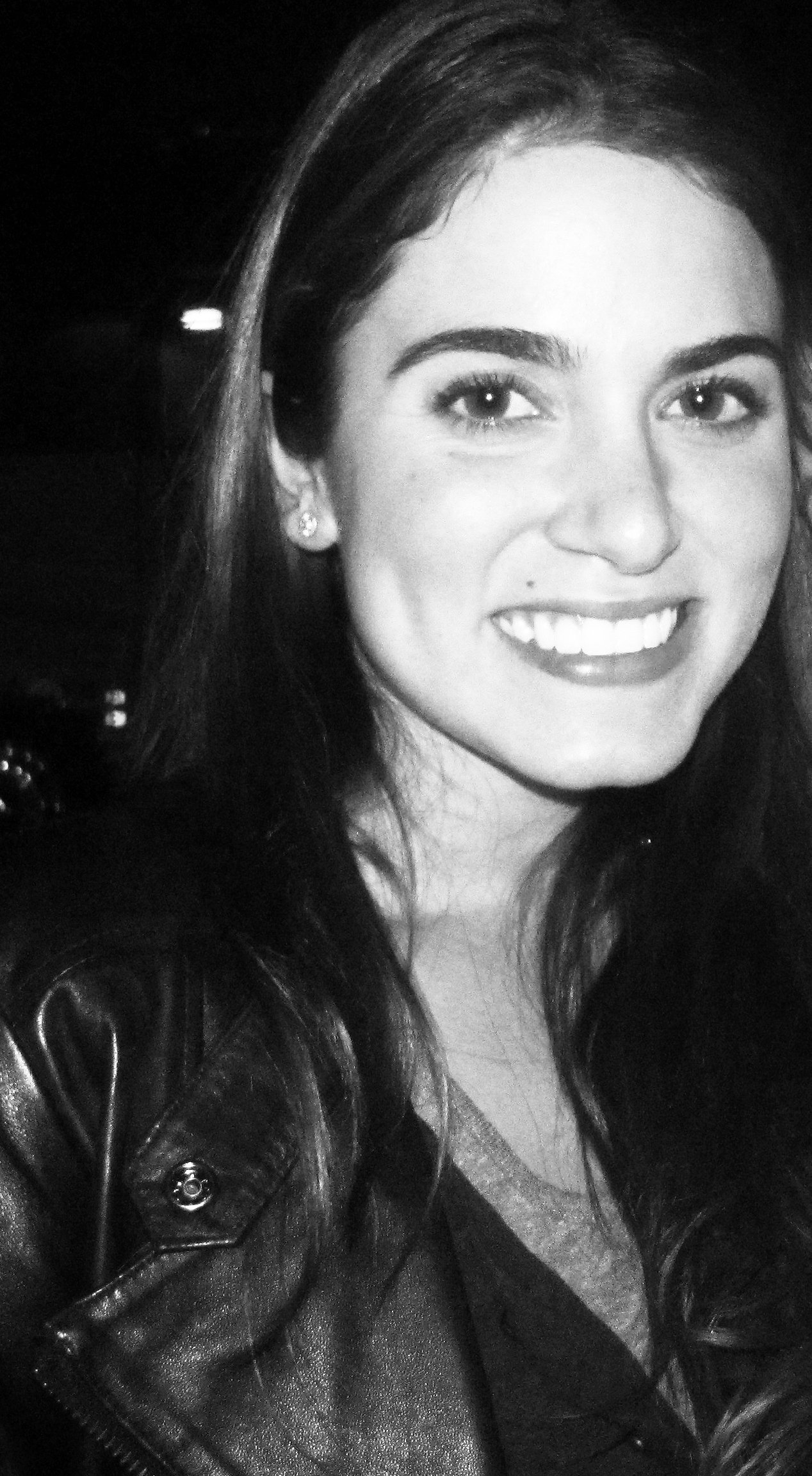
Nikki Reed, photographiée en 2009.

L'une des amies de sa mère, Catherine Hardwicke, a proposé à Nikki d'écrire avec elle un scénario lorsque cette dernière a exprimé son désir de devenir actrice. En six jours, les deux jeunes femmes ont écrit le film Thirteen. Nikki n'a alors que 14 ans. Le producteur du film demande à la jeune femme de tenir le rôle principal car il n'est pas évident à jouer pour des adolescentes. Le film lui a valu une certaine notoriété ; elle a été récompensée lors de cérémonies de remises de prix telles que les Young Hollywood Awards (2003) et les Independent Spirit Awards (2004).
Durant quelques années, Nikki a enchaîné les rôles osés, rebelles et sexy ; notamment dans le film Les Seigneurs de Dogtown (2005) - également réalisé par Catherine Hardwicke. En 2006, à tout juste 18 ans, Nikki est apparue dans quelques épisodes de la série Newport Beach où les acteurs, Cam Gigandet et Jackson Rathbone, faisaient également une apparition dans ces mêmes épisodes. Nikki a, plus tard, expliqué que sa décision de ne pas jouer dans des séries télévisées ou pour le grand cinéma était un mauvais choix et que, finalement, elle n'en a tiré que de bonnes expériences.
En juillet 2006, Nikki se retrouve en haut de l'affiche du film Mini's First Time qui a eu une sortie limitée aux États-Unis. Nikki joue une jeune adolescente séductrice et rebelle qui met en œuvre le meurtre de sa mère en impliquant son beau-père - qui se trouve être son amant. Alors âgée de seulement 16 ans à l'époque du tournage, le personnage de la jeune femme compte plusieurs scènes de sexe. Certaines scènes ont donc été tournées de dos afin qu'on ne voit pas son visage.
En 2007, dans le pilote de la série Le Diable et moi présenté à la chaîne the CW, le personnage d’Andi était interprété par Nikki Reed. Mais l'actrice n'a pas convaincu la production, elle fut donc remplacée par l'actrice Missy Peregrym. Ils ont dû refaire le pilote en supprimant les scènes où Reed apparaissait pour refaire les scènes avec Peregrym. Elle se console au cinéma en portant l'indépendant thriller dramatique Cherry Crush, mais ce projet passe inaperçu.
Par la suite, la jeune actrice a écrit le scénario d'un film dont l'histoire se déroule en Nouvelle-Zélande dans les années 1960, ainsi que dans les années 1980. Cependant, dans sa carrière, Nikki a de nombreuses fois été jugée de "trop sexy" par des producteurs d'Hollywood pour être prise au sérieux.
Le 12 février 2008, il a été annoncé que la jeune actrice de 19 ans jouerait le rôle de Rosalie Hale dans la saga, Twilight - adapté de la série de romans Twilight de Stephenie Meyer. Le premier film de la saga, Twilight, chapitre I : Fascination, a été réalisé par Catherine Hardwicke et a connu un succès colossal, à titre mondial. Elle ré-itère ce succès avec le second volet, Twilight, chapitre II : Tentation, sorti en 2009 et qui lui vaut une citation en tant que Révélation féminine lors des Teen Choice Awards. En novembre 2009, Nikki a réalisé le clip d'une de ses amies, Sage, à Londres. Elle a également réalisé un clip pour le groupe 100 Monkeys dont Jackson Rathbone est le leader.

#### Cinéma indépendant et retrait

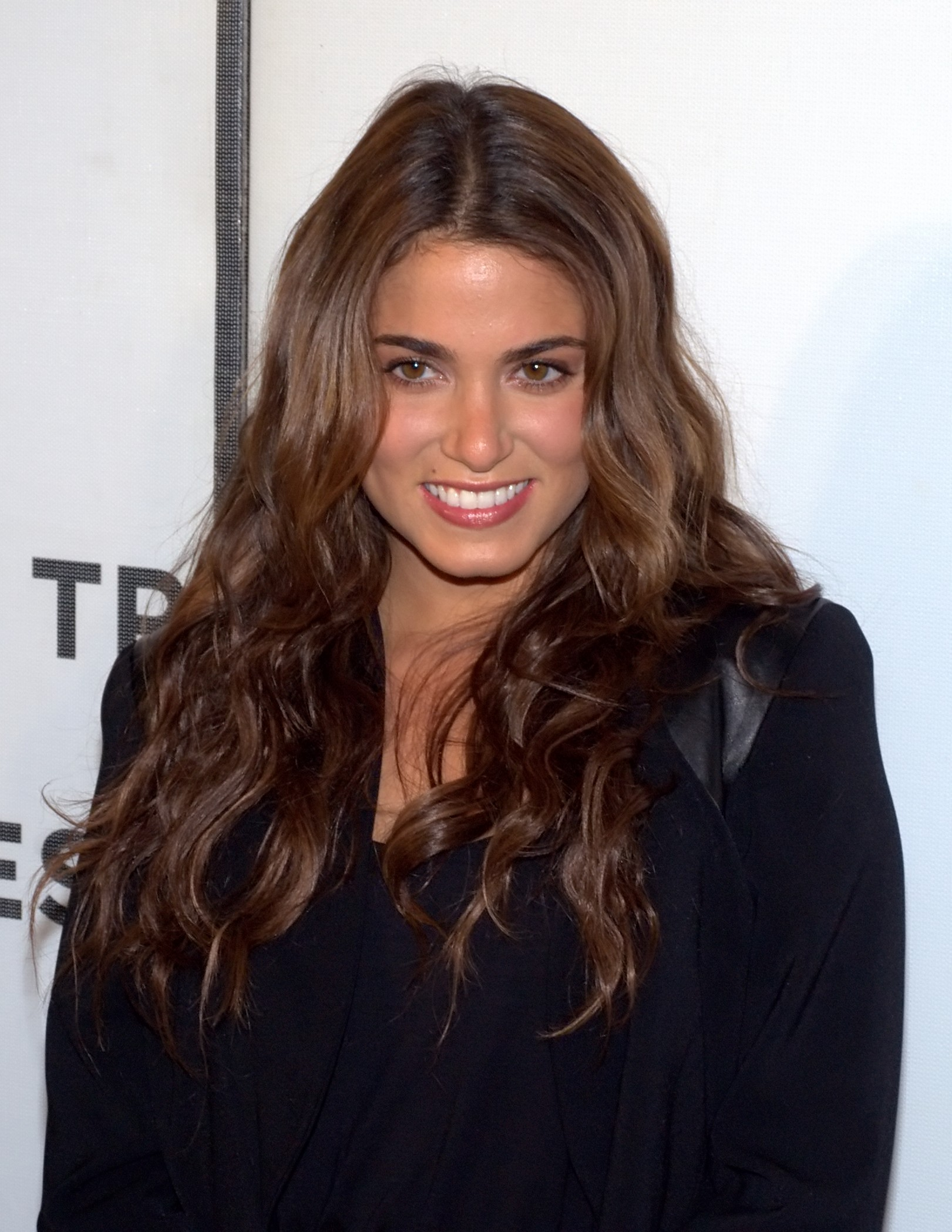
Nikki Reed en avril 2010, lors du Festival du film de Tribeca.

En 2010, l'acteur et réalisateur Jason Mewes a déclaré qu'il travaillait sur un film intitulé K-11 dont Nikki et sa partenaire de Twilight, Kristen Stewart, joueraient les rôles principaux. Un peu plus tard, Nikki s'est retirée du projet. Elle peut compter cette année là sur la sortie de Twilight, chapitre III : Hésitation pour atteindre de nouveau les hauteurs du box office. Elle joue également dans le drame Privileged, aux côtés d'Adam Butcher, directement sorti en vidéo.
En 2011, elle est à l'affiche du film d'action Sans compromis avec Bruce Willis, Malin Åkerman et Forest Whitaker ainsi que de la première partie de la conclusion de la saga Twilight qui lui vaut une nomination pour le Teen Choice Awards du meilleur vampire.

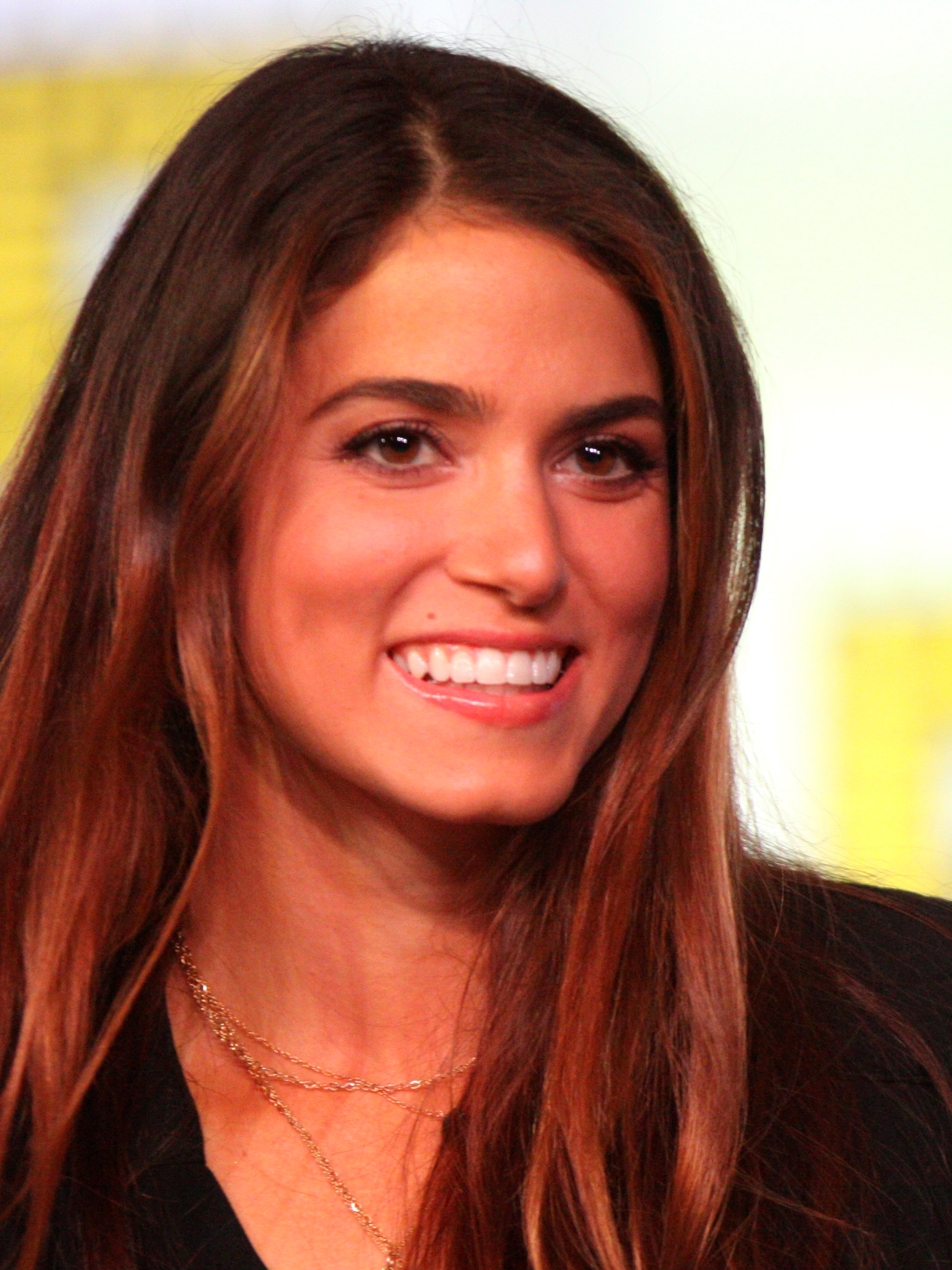
Au Comic-Con de San Diego, en 2012.

En novembre 2012, Nikki joue pour la dernière fois le rôle de Rosalie Hale dans le cinquième film de la saga, Twilight V : Révélation qui clos une saga cinématographique très lucrative et lui permettant d'être citée pour le Teen Choice Awards de la meilleure voleuse de vedette.
En juillet 2013, Nikki a rejoint le casting de la comédie sportive Intramural. Le film sort en 2014 et reçoit un accueil critique très mitigé. Avant cela, elle porte le thriller Enter the Dangerous Mind, mais c'est un échec critique, elle joue un rôle mineur dans le thriller Empire State, porté par le tandem Dwayne Johnson et Liam Hemsworth, enfin, elle retrouve Forest Whitaker pour l'indépendant film d'action Pawn, mais ce dernier ne bénéficia pas d'une importante sortie en salles et sort dans l'indifférence.
Passé quasi inaperçu en France, en 2014 elle interprète le rôle de Donna, partenaire éphémère de l'acteur principal d'In Your Eyes, comédie romantique de science-fiction, sélectionnée au festival de Tribeca. Le film connaît un certain succès public sans faire l'office de critiques médias en raison de sa sortie directe sur Internet. Elle est également à l'affiche de la comédie Murder of a Cat, produit par Sam Raimi, cette production déçoit la critique.
Entre 2015 et 2016, l'actrice signe son retour à la télévision, en rejoignant la troisième saison de la série fantastique Sleepy Hollow. Il s'agit d'une version moderne et d'une adaptation télévisuelle de La Légende de Sleepy Hollow. Entre-temps, on la retrouve dans le drame familial About Scout (2015), secondant Jane Seymour ou encore Danny Glover puis dans le thriller horrifique qu'elle co-produit Jack Goes Home (2016). Elle porte ensuite le film A Sunday Horse dans lequel elle donne la réplique, entre autres, à Ryan Merriman, Linda Hamilton et Ving Rhames, directement sorti en vidéo.
En 2019, elle fait son retour dans la série V Wars dans laquelle joue également son époux Ian Somerhalder, elle y interprète son ex femme.  Cependant, la série est annulée au bout d'une seule saison.

### Musique
Nikki a co-écrit, puis interprété la chanson Now That I've Found You avec son ex-époux, Paul McDonald, qui est sorti comme single en novembre 2011. Le couple a sorti leur premier EP, The Best Part, en octobre 2012. Leur chanson, All I've Ever Needed, figure sur la bande originale de Twilight, chapitres IV et V : Révélation et a servi de premier single pour introduire le dernier film de la saga.
En janvier 2013, ils ont figuré dans le clip du groupe Hanson Get The Girl Back, où apparaissent aussi Kat Dennings, Drew Seeley et Drake Bell. Le clip, réalisé par Adam Neustadter, est sorti en avril 2013.

### Vie privée

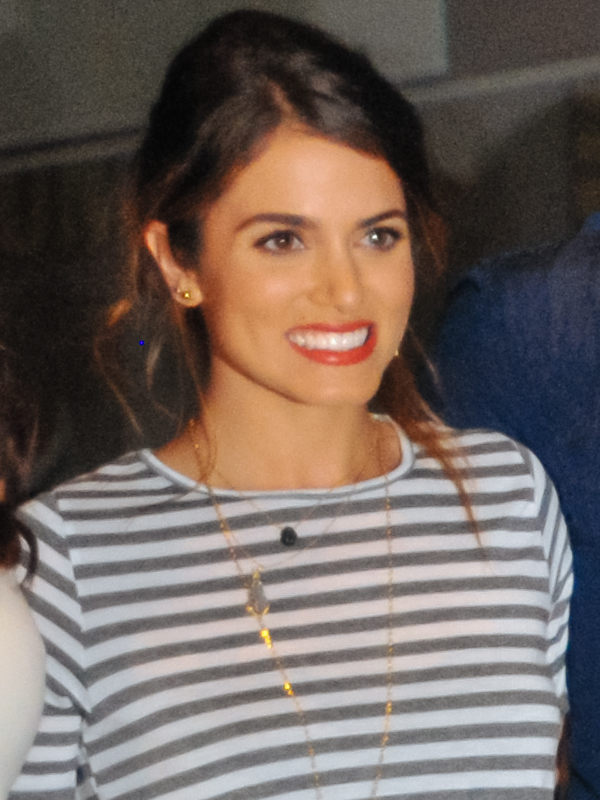
Nikki Reed en 2012.

Après avoir été en couple avec l'acteur, Victor Rasuk - rencontré sur le tournage Seigneurs de Dogtown, de 2004 à 2006, Nikki fréquente son partenaire dans Twilight, Robert Pattinson, entre février et avril 2009 avant que celui-ci ne la quitte pour se mettre en couple avec Kristen Stewart. Par la suite, elle fréquente l'héritier grec, Paris Latsis, de juillet 2009 à juin 2010,.
En mars 2011, Nikki devient la compagne du chanteur et ancien candidat de la saison 10 de American Idol, Paul McDonald - rencontré à l'avant-première du film Le Chaperon rouge,. Très peu de temps après, ils emménagent ensemble, puis ils se fiancent en juin 2011,. Ils se marient le 16 octobre 2011 à Malibu. Cependant, en mars 2014, ils annoncent qu'ils se sont séparés à l'amiable, et qu'ils ne vivent plus ensemble depuis plus de six mois en raison de leurs projets professionnels. En mai 2014, Nikki demande officiellement le divorce, au bout de deux ans et demi de mariage. Leur divorce est prononcé le 2 janvier 2015.
Depuis juillet 2014, elle partage la vie de l'acteur, Ian Somerhalder. Ils se sont fiancés en janvier 2015,, puis mariés le 26 avril 2015 à Topanga, en Californie,. Ils sont parents d'une petite fille, prénommée Bodhi Soleil (née le 25 juillet 2017), et d'un petit garçon, né en juin 2023.
Nikki est une activiste pour l'environnement et les droits des animaux. Elle a notamment collaboré avec la marque Freedom of Animals pour créer une collection de sacs vegans fabriqués à partir de plastique recyclé . L'actrice est végétalienne depuis plus de 10 ans.

## Filmographie

### Cinéma

#### Longs métrages
- 2003 : Thirteen de Catherine Hardwicke : Evie Zamora -également scénariste-
- 2005 : Man of God (en) de Jefery Levy : Zane Berg
- 2005 : Les Seigneurs de Dogtown de Catherine Hardwicke : Kathy Alva
- 2005 : American Gun d'Aric Avelino : Tally
- 2006 : Mini's First Time de Nick Guthe : Mini Droggs
- 2007 : Cherry Crush de Nicholas DiBella : Shay Bettencourt
- 2008 : Familiar Strangers de Zackary Adler : Allison
- 2008 : Twilight, chapitre I : Fascination de Catherine Hardwicke : Rosalie Hale
- 2009 : Last Day of Summer de Vlad Yudin : Stefanie -également productrice exécutive-
- 2009 : Twilight, chapitre II : Tentation de Chris Weitz : Rosalie Hale
- 2010 : Twilight, chapitre III : Hésitation de David Slade : Rosalie Hale
- 2010 : Chain Letter de Deon Taylor : Jessie Campbell
- 2010 : Privileged de Jonah Salander : Lauren Carrington -directement sorti en vidéo-
- 2011 : Twilight, chapitre IV : Révélation 1re partie de Bill Condon : Rosalie Hale
- 2011 : Sans compromis d'Aaron Harvey: Kara
- 2012 : Twilight, chapitre IV : Révélation 2e partie de Bill Condon :  Rosalie Hale
- 2013 : Enter the Dangerous Mind de Youssef Delara et Victor Teran : Wendy
- 2013 : Empire State de Dito Montiel : Lizette
- 2013 : Pawn de David A. Armstrong : Amanda
- 2014 : Intramural d'Andrew Disney : Meredith
- 2014 : In Your Eyes de Brin Hill : Donna
- 2014 : Murder of a Cat de Gillian Greene : Gretta Chiplinsky
- 2015 : About Scout de Laurie Weltz : Georgie
- 2016 : Jack Goes Home de Thomas Dekker : Crystal -également co productrice-
- 2016 : Les obstacles de la vie (A Sunday Horse) de Vic Armstrong : Debi -directement sorti en vidéo-

### Télévision

#### Séries télévisées
- 2006 : Newport Beach (The O.C.) : Sadie Campbell (saison 3, 6 épisodes)
- 2006 : Justice : Molly Larusa (saison 1, épisode 4)
- 2011 : CollegeHumor Originals : Jayna (épisodes 144 et 150)
- 2015-2016 : Sleepy Hollow : Betsy Ross (saison 3 - 18 épisodes)
- 2019 : Dollface : Bronwyn (saison 1, épisode 10)
- 2019 : V Wars : Rachel Thompson (rôle récurrent, saison 1 - 5 épisodes)

#### Clips
- 2005 : Just Feel Better de Santana avec Steven Tyler
- 2012 : Now That I've Found You d'elle-même et Paul McDonald
- 2013 : Get The Girl Back du groupe Hanson
- 2015 : Till It Happens To You de Lady Gaga
- 2016 : Where the love du groupe The Black Eyed Peas

## Voix françaises
| - Marie-Eugénie Maréchal dans : - Twilight, chapitre I : Fascination - Twilight, chapitre II : Tentation - Twilight, chapitre III : Hésitation - Twilight, chapitre IV : Révélation - Twilight, chapitre V : Révélation, 2e partie - Edwige Lemoine dans : - Newport Beach (série télévisée) - Sleepy Hollow (série télévisée) | et aussi - Célia Charpentier dans Thirteen - Caroline Anglade dans Les Seigneurs de Dogtown - Mélanie Dermont (Belgique) dans Mini's First Time - Kelly Marot dans Sans compromis - Nathalie Karsenti dans Dollface (série télévisée) - Marie Chevalot dans V Wars (série télévisée) |

## Distinctions

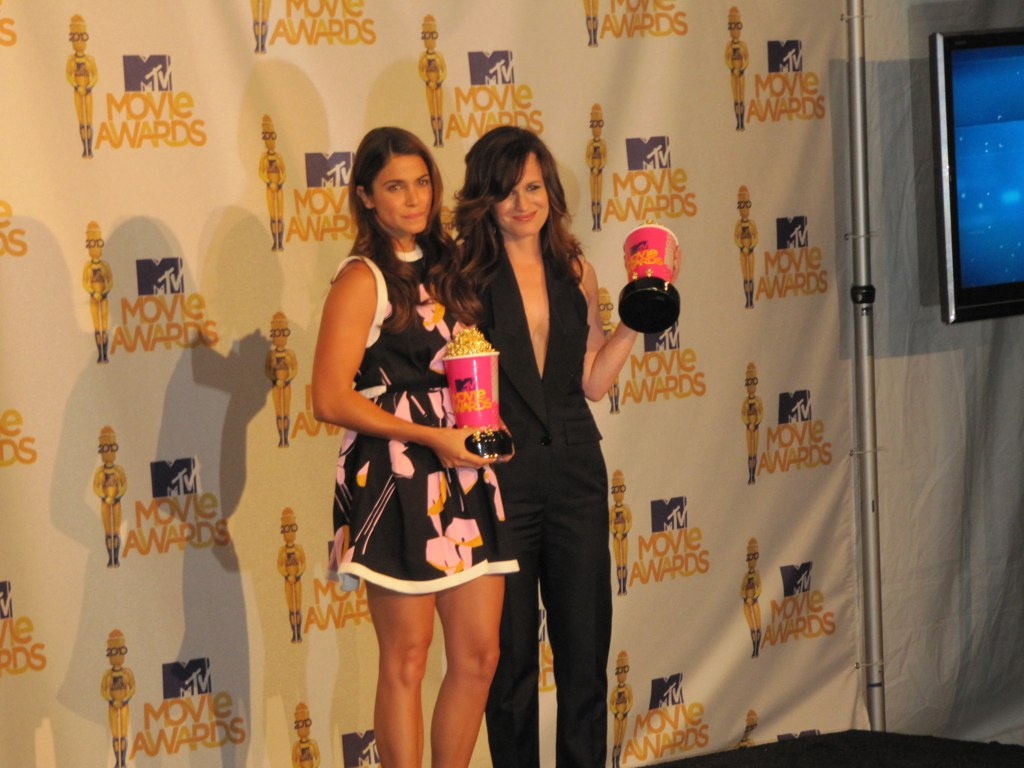
Nikki Reed et Elizabeth Reaser lors des MTV Movie Awards en juin 2010.

Sauf indication contraire ou complémentaire, les informations mentionnées dans cette section proviennent de la base de données IMDb.

### Récompenses
- Young Hollywood Awards 2003 : Actrice à surveiller
- Screenwriting Awards 2003 : Meilleur scénario pour Thirteen (prix partagé avec Catherine Hardwicke) lors du Nantucket Film Festival
- Independent Spirit Award 2004 : Meilleure première interprétation pour Thirteen
- Teen Choice Awards 2010 : Personnalité(s) ayant les fans les plus 'fanatiques' (partagé avec l'ensemble des acteurs de la saga Twilight)

### Nominations
- WAFCA Award 2003 : Meilleur scénario pour Thirteen (partagé avec Catherine Hardwicke)
- Satellite Award 2004 : 
  - Meilleure actrice dans un film dramatique pour Thirteen (partagé avec Evan Rachel Wood)
  - Meilleur scénario pour Thirteen (partagé avec Catherine Hardwicke)
- Prism Award 2004 : Meilleure interprétation pour Thirteen
- PFCS Award 2004 : 
  - Meilleur scénario pour Thirteen (partagé avec Catherine Hardwicke)
  - Révélation - Derrière la caméra pour Thirteen
- Independent Spirit Award 2004 : Meilleur premier scénario pour Thirteen (partagé avec Catherine Hardwicke)
- Teen Choice Award 2009 : Révélation féminine pour Twilight, chapitre I : Fascination
- Teen Choice Award 2011 : Meilleure vampire pour Twilight, chapitre III : Hésitation
- Teen Choice Award 2012 : Meilleure voleuse de vedette pour Twilight, chapitre IV : Révélation 1re partie